# 金陵邑
金陵邑，是先秦时期，楚国的邑，位于今南京市石头山一带。视为南京主城区最早的行政建置:6。
前334年（或前306年），楚破越，取得“故吴之地”。楚国遂于滨江临淮之要地石头山置邑。因在金陵山的一側而得名金陵邑。所建邑城，即金陵邑城，城址位于南京城西，推测在今清凉山的清凉寺及其南侧一带。现代学者考证，辖区为今南京市主城区和江宁区范围:6，即今南京市的长江以南部分。
秦始皇二十四年（前223年），秦灭楚，金陵邑当归于秦:6。秦始皇二十六年（前221年），行郡县制，改为秣陵县，邑城于移治时被破坏。后孙吴于此筑石头城。